# Eria ramuana
Eria ramuana är en orkidéart som beskrevs av Rudolf Schlechter. Eria ramuana ingår i släktet Eria och familjen orkidéer.

## Underarter
Arten delas in i följande underarter:
- E. r. ramuana
- E. r. wariana